# 大野實雄
大野 實雄（おおの じつお、1905年（明治38年）9月10日 - 1994年（平成6年）11月26日）は、日本の法学者・裁判官だった人物。商法学者。専門は商法全般。早稲田大学名誉教授。「大野実雄」とも表記された。

## 経歴
長野県下伊那郡飯田町（現飯田市）生まれ。旧制飯田中学（長野県飯田高等学校）、第二早稲田高等学院を経て、1930年早稲田大学法学部仏法科卒業。司法官試補（東京地方裁判所）。1931年、東京地方裁判所判事に就任。1948年、東京地方裁判所退官。早稲田大学法学部教授。1951年、教務部長。1958年、早稲田大学図書館長。1964年、第一法学部長。1970年、比較法研究所長。1971年、日本公証法学会理事長。1976年、早稲田大学定年退職。同名誉教授。中京大学法学部教授・同大学院法学研究科教授。1977年11月、勲三等旭日中綬章を受章。1981年、中京大学退職。
この他に、日本公証法学会初代理事長（1970年 - 1988年）も務めた。

## エピソード
金澤理や中村眞澄、奥島孝康などの他、多くの商法学者を輩出した。

## 著書
- 『仏国司法制度と法廷の秩序維持に就て』司法省調査部〈司法研究報告書 第28輯 4〉、1940年3月。NDLJP:1273056。
- 『国防保安法に就て』育成洞、1943年2月。
- 『商法学序説 第1部』敬文堂書店、1949年4月。
  - 『商法学序説 第2部』敬文堂書店、1949年4月。
- 『労働株の理論 将来の株式会社』巌松堂書店、1950年10月。
- 『法学概論』広文堂書店、1954年11月。
- 『法学概論』広文堂書店、1957年2月。
- 『商法研究 第1巻』敬文堂書店、1957年4月。
  - 『商法研究 第2巻』敬文堂書店、1960年7月。
  - 『商法研究 第3巻』敬文堂書店、1963年9月。
- 『手形及び小切手』敬文堂、1958年10月。
- 『企業および経営の法学』成文堂書店、1959年9月。
- 孫鉄斎編 編『中華民国経済・貿易関係法令集 1969年版』大野實雄監修、今日文化出版社、1969年7月。
- 『企業法の諸問題』成文堂、1970年11月。
- 『株式会社の分割と分割合併』財政経済弘報社、1970年11月。
- 『商法〔商法総則・会社法〕』成文堂、1974年11月。
- 『商法〔手形法・商行為法〕』成文堂、1975年3月。ISBN 978-4792320478。
- 『続企業法の諸問題』成文堂、1982年1月。ISBN 978-4792320577。